# オーバーハイム
オーバーハイム・エレクトロニクス（Oberheim Electronics）とは、1973年にトーマス・エルロイ・オーバーハイムによって設立されたシンセサイザーなどを開発・製造していたアメリカの楽器メーカー。1986年ギブソンの傘下に入り、その後商標はバイカウント・インターナショナル（Viscount International）にライセンスされた。

## 歴史
第1号製品はシーケンサーであるDS-2で、当時発売されていたモーグやアープのシンセサイザーをコントロールするための製品であったが、後にDS-2でコントロールできる音源モジュールSEMを自社で開発した。当時のモーグ、アープのシンセサイザーはVCFが24db/octの変化量だったが、SEMのVCFは12db/octの変化量であり、そのことがオーバーハイムのシンセサイザーの個性となった。
SEMはモジュールで鍵盤が付いていなかったため、1975年に鍵盤付きでSEM4台分を内蔵したポリフォニック・シンセサイザー4-Voice、同じく2台分内蔵の 2-Voice を発売した。その後もOB-X、Matrix-12 などのヒット製品を次々発売したが次第に資金繰りが悪化し、顧問弁護士に会社を乗っ取られる形でトーマス・エルロイ・オーバーハイムは同社を去った。1986年にギブソンの傘下に入っている。
その後も「オーバーハイム」の商標自体は存続し、いくつかの新製品を発表している。

## 製品一覧
- DS-2（1974年発売） - デジタルシーケンサー。
- SEM（1974年発売） - シンセサイザーモジュール。

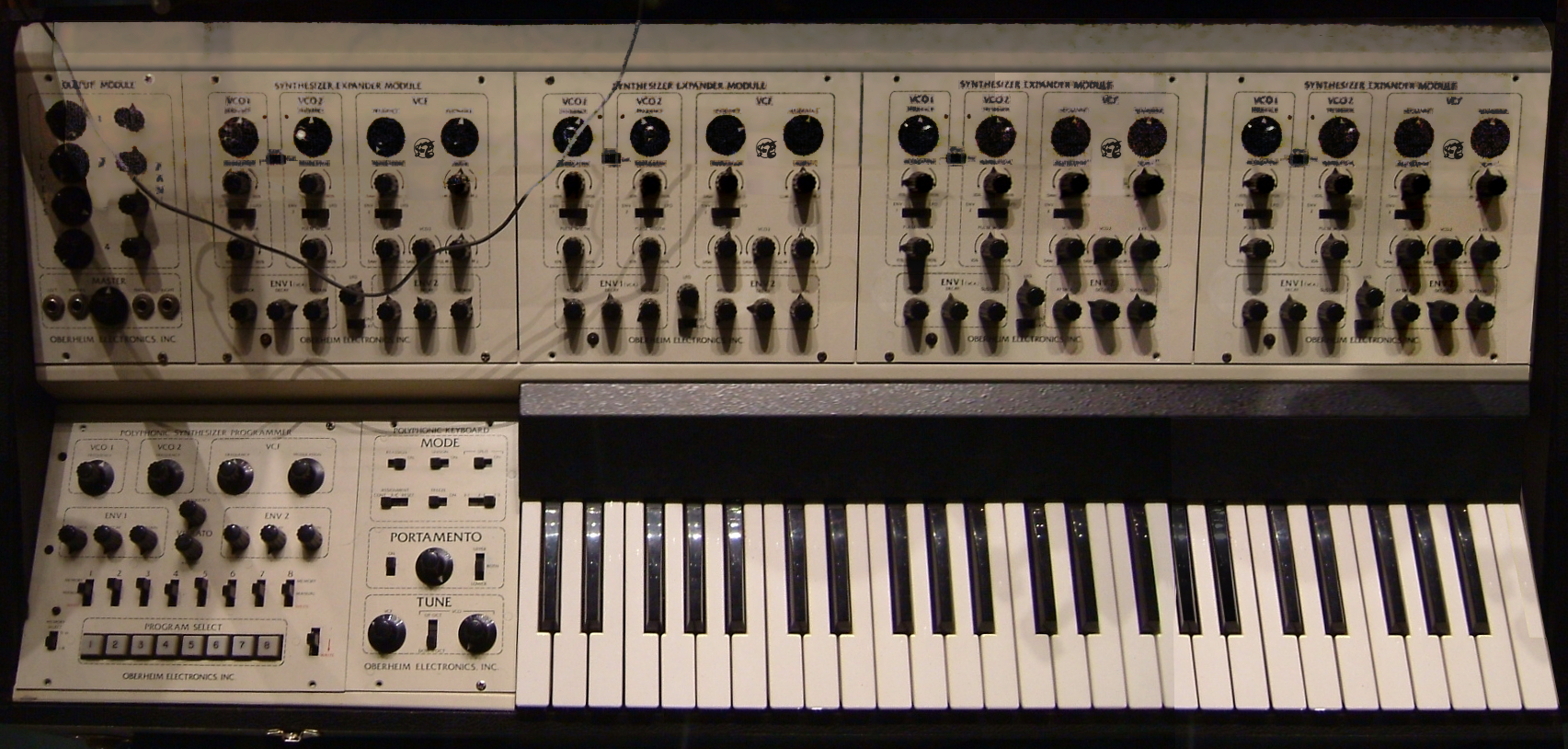
4-Voice

- 4-Voice（1975年発売） - SEM4台分の音源を内蔵している。
- 2-Voice（1975年発売） - SEM2台分の音源を内蔵している。
- 8-Voice（1977年発売） - SEM8台分の音源を内蔵している。- 坂本龍一がアルバム「千のナイフ」で、矢野顕子がサポートキーボディストとしてイエロー・マジック・オーケストラのライブで使用した。
- OB-1（1978年発売）
- OB-SX（1978年発売）

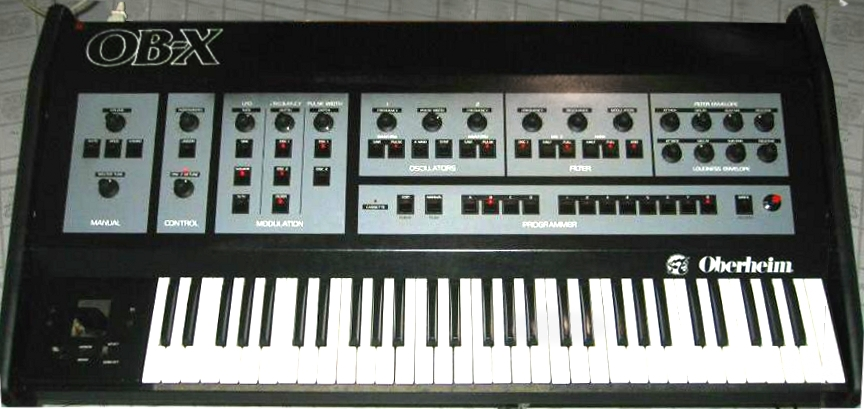
OB-X

- Mini Sequencer（1979年発売）
- OB-X（1979年発売）

- DMX（1980年発売）
- DSX（1981年発売）

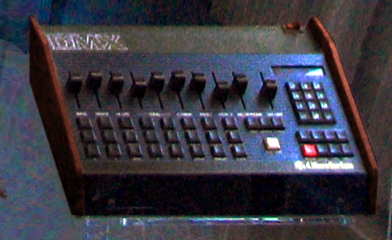
DMX

- OB-Xa（1981年発売） - ヴァン・ヘイレンがヒット曲「ジャンプ」で使用した。
- DX（1982年発売）
- OB-8（1983年発売）
- Matrix-12（1985年発売）
- Xpander（1984年発売）
- Prommer（1984年発売）
- Matrix-6（1985年発売）
- DPX1（1987年発売）
- Matrix-1000（1987年発売）
- OB-Xk（1989年発売）
- Echoplex Digital Pro（1994年発売）
- OB-Mx（1994年発売） - ギブソンとドン・ブックラのコラボレーション。最後の真のアナログシンセサイザーの一つ。

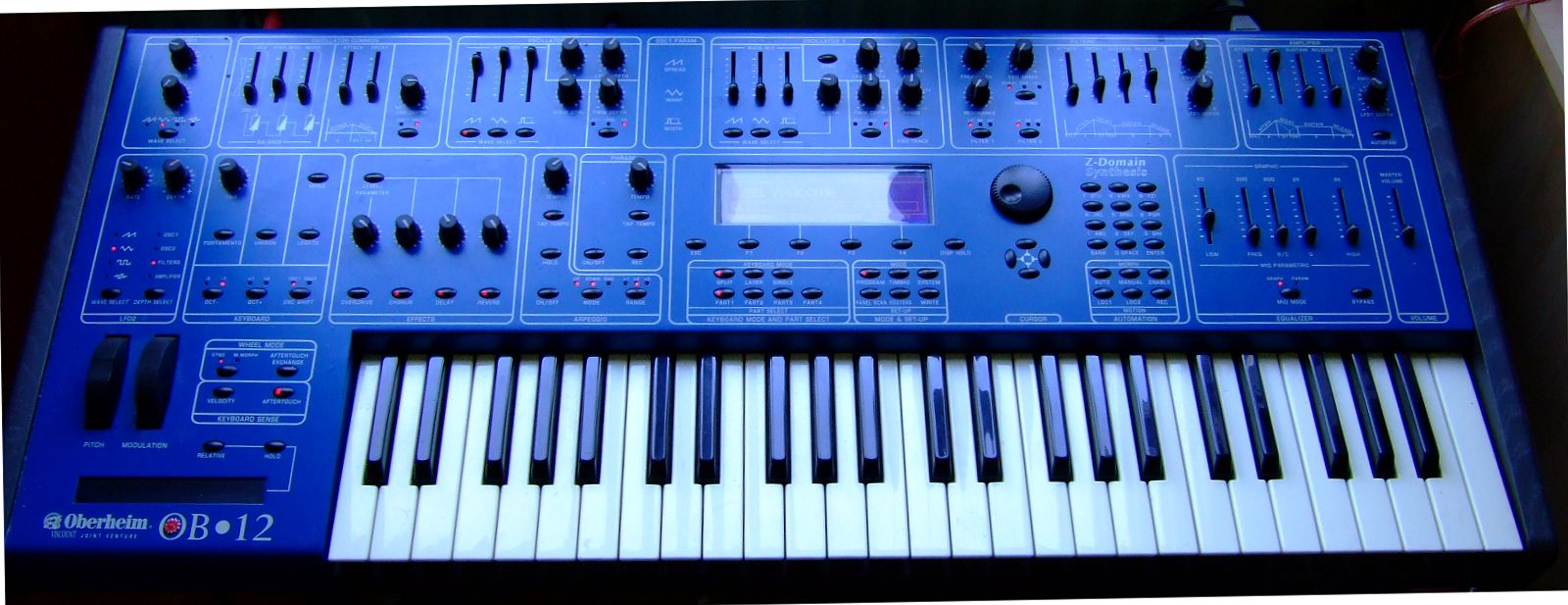
OB12

- OB-12（2000年発売） - バイカウント・インターナショナルの製品。